# Измайлов, Михаил Львович
Михаил Львович Измайлов (1734—1799) — генерал-поручик из рода Измайловых. Доверенное лицо Петра III, во время дворцового переворота изменил своему покровителю и убедил его сдаться заговорщикам.

## Биография
Родился в 1734 году; сын генерал-поручика Льва Васильевича Измайлова, внук фельдмаршала князя М. М. Голицына. Ещё ребёнком, по обычаям того времени, был записан в 1742 году в лейб-гвардии Семёновский полк. Первый офицерский чин получил в 1750 году; в 1755 — капитан-поручик; был камер-юнкером при великом князе Петре Феодоровиче, потом камергером при его дворе. 
Во время Семилетней войны (в 1757) находился волонтёром при австрийской армии; 1 июня 1760 года был произведён в полковники, в 1761 году участвовал в действиях под Кольбергом.
Взойдя на престол, император Пётр III произвёл 25 февраля 1762 года своего любимца Измайлова в генерал-майоры и назначил шефом 2-го гренадерского полка; 9 мая он получил аннинскую ленту. В день переворота 28 июня 1762 г. Измайлов привёз Екатерине письмо мужа с обещанием отречься от короны, если его и Воронцову беспрепятственно выпустят в Голштинию. 

Легко можно вообразить себе, какое действие долженствовали произвесть в императрице таковые предложения! Однако по благоразумию своему она тем одним была еще не довольна, но чрез упомянутого Измайлова дала ему знать, что буде последнее его предложение искренно, то надобно, чтоб отречение его от короны Российской было произвольное, а не принужденное, и написанное по надлежащей форме и собственною его рукою. И г. Измайлов умел преклонить и уговорить его к тому, что он и согласился наконец на то и дал от себя оное и точно такое, какого хотела императрица.— А. Т. Болотов
Таким образом, Измайлов перешёл на сторону Екатерины и уговорил императора подписать отречение. В карете со своими фаворитами Измайловым и Гудовичем бывший император и был увезён заговорщиками из своей резиденции в Ораниенбауме. В тот же день императрица Екатерина пожаловала Измайлова орденом св. Александра Невского, а 6 июля вышел указ о пожаловании ему
въ вѣчное и потомственное владѣніе, изъ дворцовыхъ волостей, въ коломенскомъ уѣздѣ село Дединово, а въ немъ по послѣдней ревизіи 2135 душъ, со всѣми принадлежащими къ тому селу дачами и угодіями.
Был произведён  22 сентября 1768 года в генерал-поручики. Уволен в отставку 22 декабря 1769 года, после чего вёл холостяцкую жизнь в своих рязанских деревнях. Умер в 1799 году.

## Источник
- Измайлов, Михаил Львович // Русский биографический словарь : в 25 томах. — СПб.—М., 1896—1918.